# Vitex lucens
Vitex lucens là một loài thực vật có hoa trong họ Hoa môi. Loài này được Kirk miêu tả khoa học đầu tiên năm 1897.

## Hình ảnh

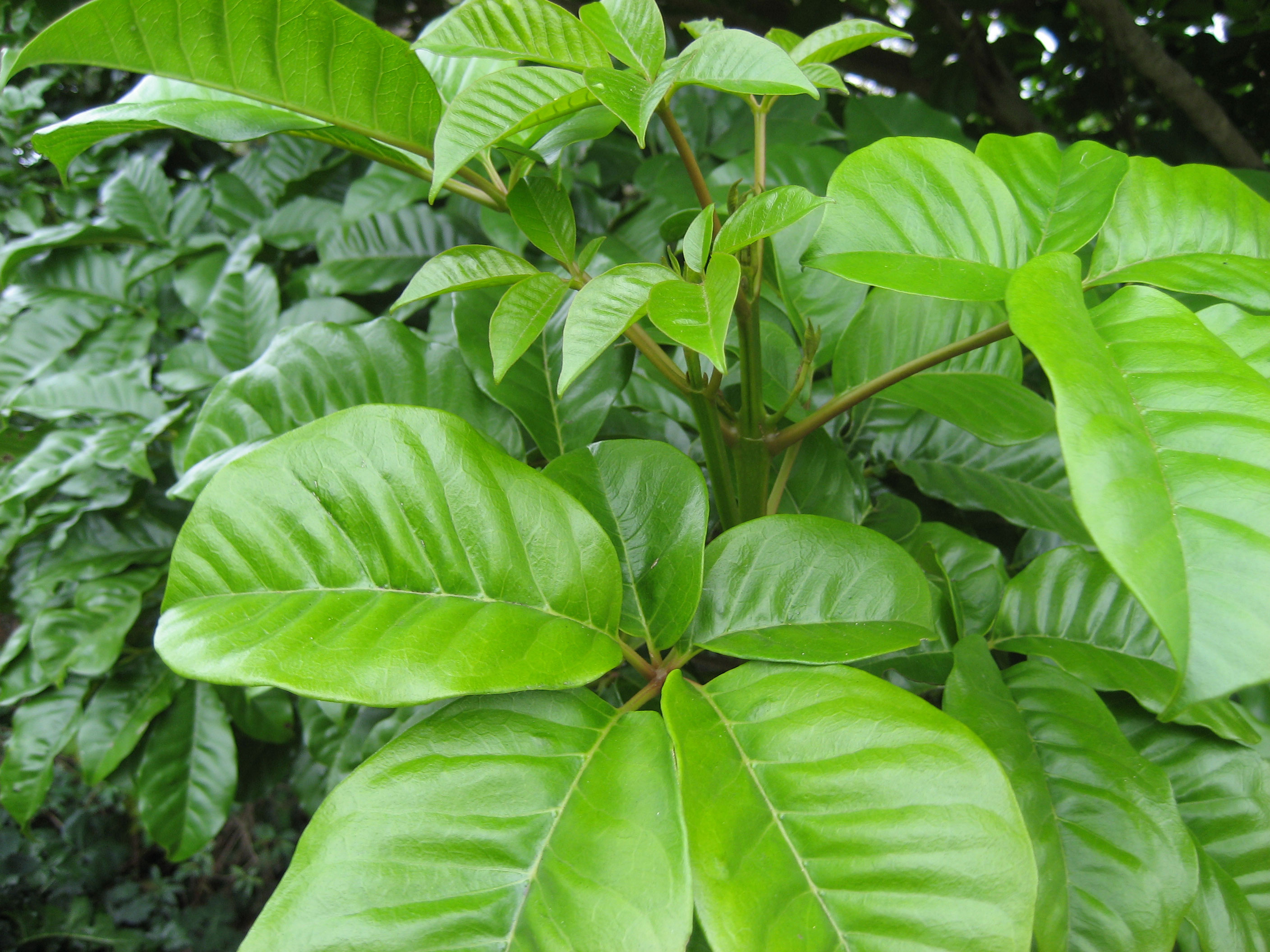
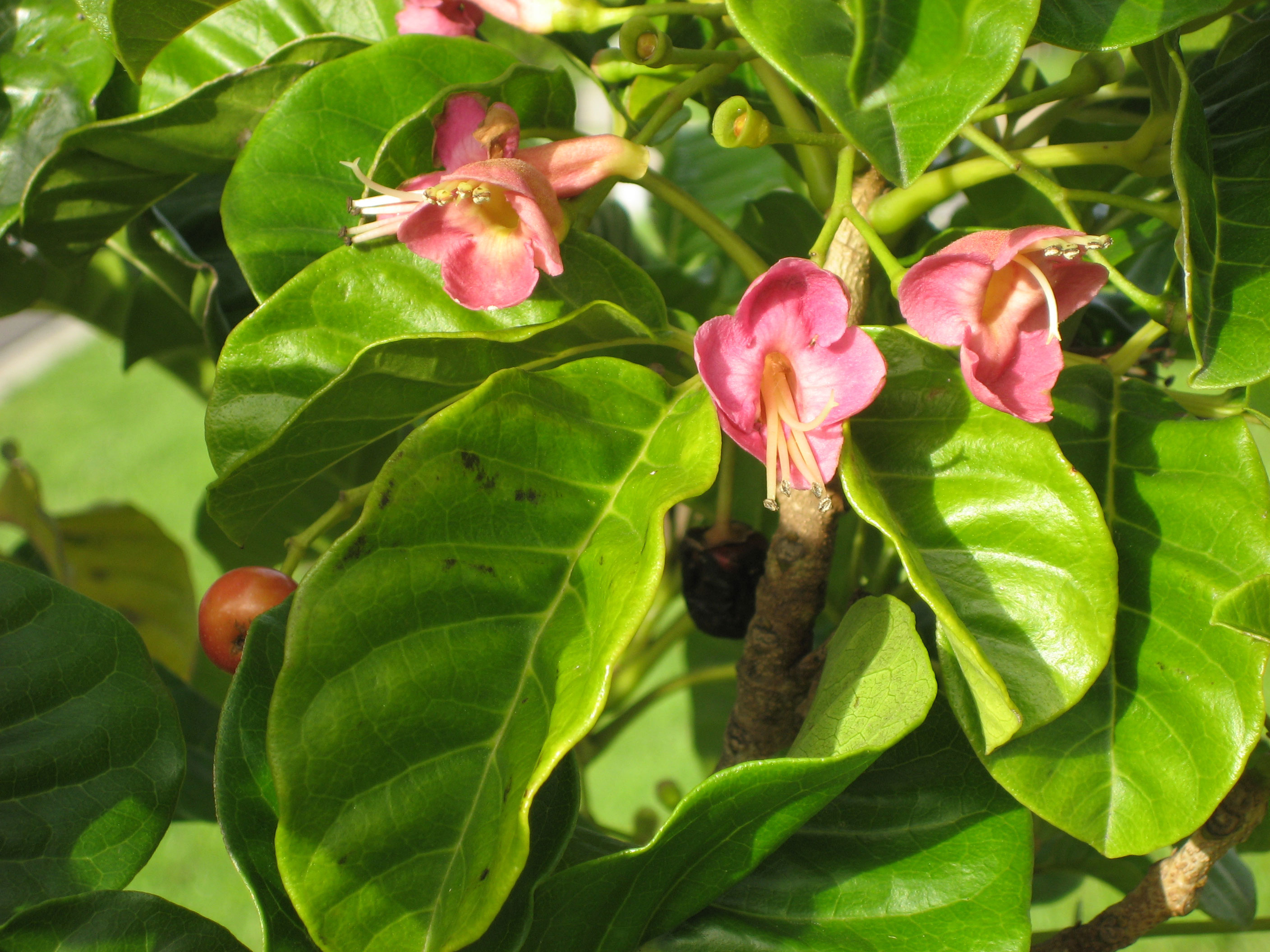
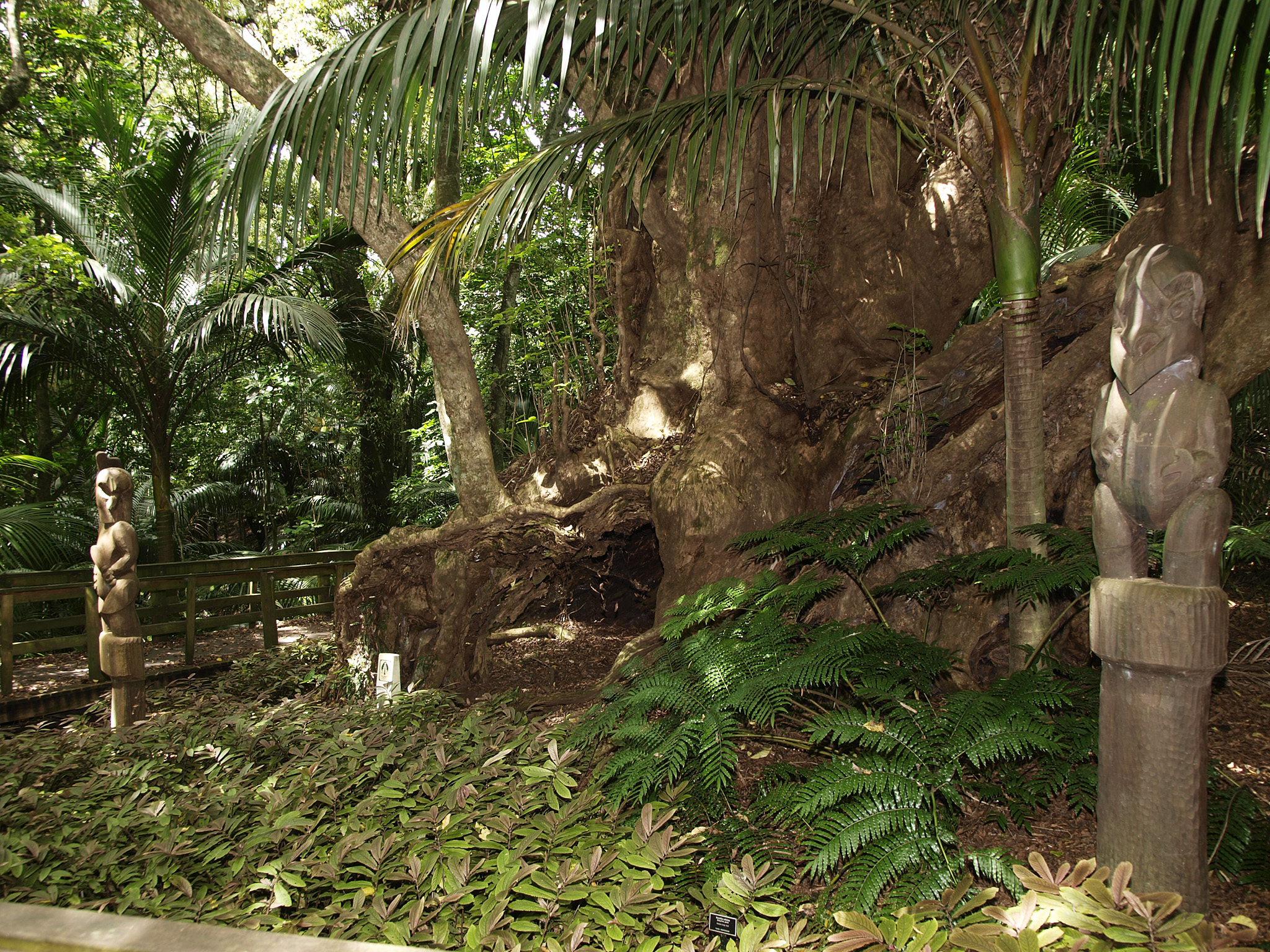
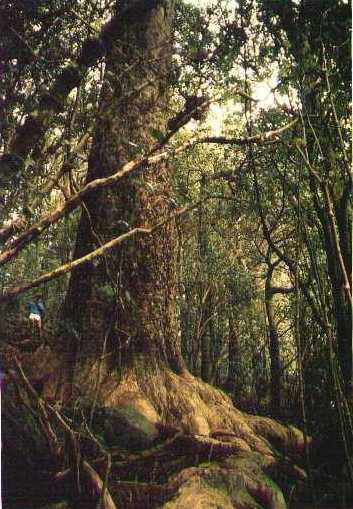